# Santa Claus Lane
Santa Claus Lane é o álbum de estreia da atriz e cantora estadunidense Hilary Duff. Foi lançado nos Estados Unidos em 15 de outubro de 2002, pela Buena Vista Records. O álbum natalino contém covers de canções natalinas, entre elas "Santa Claus Is Coming to Town", "Jingle Bell Rock", "Wonderful Christmastime", "Sleigh Ride" e "Last Christmas". O álbum inclui colaborações com Christina Milian, Romeo Miller e com a irmã mais velha de Hilary, Haylie Duff.
Santa Claus Lane alcançou a segunda posição das tabelas Top Heatseekers e Top Kid Audio da Billboard e a 154ª posição da Billboard 200. Recebeu o certificado de ouro da Recording Industry Association of America (RIAA) por vender 500.000 cópias nos Estados Unidos. No Japão, atingiu a 134ª colocação da tabela de álbuns da Oricon em 2004. A faixa-título foi incluída no filme de comédia natalino The Santa Clause 2.

## Antecedentes
Em 2001, Duff ganhou fama através de seu papel de protagonista na série do Disney Channel Lizzie McGuire. Ela ficou interessada em prosseguir uma carreira musical depois de participar de um concerto na Radio Disney em 2001. "Tinha todos ações pop nos bastidores do concerto", explicou Duff. "Eles estavam todos se preparando nos bastidores e se aquecendo, e eu estava tipo, 'Eu quero fazer isso tão ruim.'" Um dia, Duff encontrou Andre Recke, que logo se tornaria seu empresário. Ela contou a ele sobre seu interesse em se tornar uma cantora e brevemente foi realizada por ele. Este chegou a dizer a ela, "Eu quero trabalhar com você." Recke disse sobre seu encontro com Duff: "Quando eu conheci Hilary, eu sabia que ela tinha algo especial. Às vezes você é só ter esse sentimento, que, 'Uau, ela é uma estrela.'"

## Faixas
1. "What Christmas Should Be" (faixa bônus de relançamento em 2003) - 3:11
2. "Santa Claus Lane" – 2:42
3. "Santa Claus Is Coming To Town" – 3:36
4. "I Heard Santa On The Radio" – 4:02
5. "Jingle Bell Rock" – 2:47
6. "When The Snow Comes Down In Tinseltown" – 3:18
7. "Sleigh Ride" – 3:04
8. "Tell Me A Story (About The Night Before) (com Lil' Romeo)" – 3:40
9. "Last Christmas" – 4:11
10. "Same Old Christmas  (com Haylie Duff)" – 3:17
11. "Wonderful Christmastime" – 2:55

Na versão coreana, a música I Heard Santa On The Radio conta com a participação de Christina Milian.
| Críticas profissionais                                                      | Críticas profissionais |
| Avaliações da crítica                                                       | Avaliações da crítica  |
| Fonte                                                                       | Avaliação              |
| --------------------------------------------------------------------------- | ---------------------- |
| allmusic                                                                    | [ 1 ]                  |
| Christopher Thelen, Daily Vault                                             | (B-)                   |
| Esta tabela precisa de ser acompanhada por texto em prosa. Consulte o guia. |                        |

## Paradas
| Parada                         | Melhor Posição |
| ------------------------------ | -------------- |
| U.S. Billboard Top Heatseekers | 2              |
| U.S. Billboard 200             | 154            |
| Top Kids Albums                | 2              |